# Eriocaulon bilobatum
Eriocaulon bilobatum är en gräsväxtart som beskrevs av Thomas Morong. Eriocaulon bilobatum ingår i släktet Eriocaulon och familjen Eriocaulaceae. Inga underarter finns listade i Catalogue of Life.